# مديرية مدينة المحويت

تعديل مصدري - تعديل

مديرية مدينة المحويت إحدى مديريات محافظة المحويت اليمنية والتي تقع إلى الغرب من العاصمة صنعاء. بلغ عدد سكانها 20134 نسمة عام 2004. تضم هذه المديرية مدينة المحويت.

موقع مديرية مدينة المحويت في محافظة المحويت